# Małopołowećke
Małopołowećke (ukr. Малополовецьке) – wieś na Ukrainie, w obwodzie kijowskim, w rejonie fastowskim, w hromadzie Kożanka. W 2001 liczyła 1244 mieszkańców, wśród których 1215 wskazało jako ojczysty język ukraiński, 18 rosyjski, 1 bułgarski, 8 ormiański, a 2 inny. W 2021 liczyła 989 mieszkańców.